# محوطه کلینگا
محوطه کلینگا مربوط به دوران‌های تاریخی پس از اسلام است و در شهرستان نوشهر، بخش کجور، روستای کوشکک واقع شده و این اثر در تاریخ ۷ مرداد ۱۳۸۲ با شمارهٔ ثبت ۹۳۷۲ به‌عنوان یکی از آثار ملی ایران به ثبت رسیده است.